# Iusupivka, Krasnopillea
Iusupivka (în ucraineană Юсупівка) este un sat în comuna Velîkîi Bobrîk din raionul Krasnopillea, regiunea Sumî, Ucraina.

## Demografie
Componența lingvistică a localității Iusupivka
     Ucraineană (97,96%)
     Rusă (2,04%)
Conform recensământului din 2001, majoritatea populației localității Iusupivka era vorbitoare de ucraineană (97,96%), existând în minoritate și vorbitori de rusă (2,04%).